# Virotherapie
Virotherapie is een behandelingswijze waarbij gebruik wordt gemaakt van biotechnologisch aangepaste virussen om ziektes te behandelen. Virussen worden zodanig geherprogrammeerd dat deze ingezet kunnen om de gezondheid van een patiënt te herstellen. Er zijn drie deelgebieden van virotherapie: oncolytische virussen tegen kanker, virale vectoren voor gentherapie en virale immunotherapie. In bredere zin kan virotherapie ook verwijzen naar het toepassen van virussen om bepaalde pathogenen te doden, zoals het gebruik van bacteriofagen om een bacteriële infectie te behandelen.
Een algemeen aspect van virotherapie is dat virussen voorzien worden van een kunstmatig stuk genetisch materiaal, dat ze tijdens 'infectie' in zullen brengen in de cellen van de patient. Het genetisch materiaal zal vervolgens opgenomen worden in het DNA van de gastheercel. Zo kan een ontbrekend gen worden hersteld, een ziekte-veroorzakend gen worden geremd, of zelfs een apoptotisch signaal worden opgewekt dat de cel zal doen sterven. Dit laatste mechanisme kan worden gebruikt om kankercellen te bestrijden, en wordt oncolytische virotherapie genoemd.